# لوئیسا لیتون
لوئیسا لیتون (انگلیسی: Louisa Lytton؛ زادهٔ ۷ فوریهٔ ۱۹۸۹) هنرپیشه اهل انگلستان است.
از فیلم‌ها یا برنامه‌های تلویزیونی که وی در آن نقش داشته‌است می‌توان به پای آمریکایی: کتاب عشق و ماجراهای مرداک اشاره کرد.